# Spear of Longinus
Spear of Longinus (« la lance de Longin », par référence à la Sainte Lance) est un groupe australien de black metal. Il s'agit de l'un des principaux représentants du National Socialist Black Metal en Australie. Son style de musique a évolué au fil du temps, passant d'un pur black metal à un style ajoutant des influences punk, hardcore, speed metal et grunge,.

## Biographie
Spear of Longinus a été fondé en février 1993 par Griffiths (« Baal Mjollnir ») et Camazotz (Glenn Miller de son vrai nom), qui avaient tous deux joués dans un groupe appelé Equimanthorn. En plus de leur influence gnostique principale, Camazotz et Griffiths ont été inspirés par des groupes tels que Possessed, Celtic Frost, Bathory, Sodom, Led Zeppelin, Kiss, AC / DC et Black Sabbath.
Ils acquièrent une réputation sulfureuse dès leur première démo, en 1995, nommée Nazi Occult Metal. Le groupe fait rapidement parler de lui, en 1997, dans un article du Sunday Mail de Brisbane, parlant d'une scène musicale nationaliste émergente en Australie, à laquelle appartient Spear of Longinus,. Cet article a servi d'illustration dans  leur premier album, sorti la même année : Domni Satnasi. L'album est enregistré par les deux fondateurs, avec l'aide de SS Death Dealer (ex-Gospel of the Horns) à la basse et Tumulto à la guitare. Tumulto quitte le groupe peu de temps après pour des raisons personnelles et SS Death Dealer a fondé le groupe Vomitor en 1999 avec Griffiths, un ancien membre de Spear of Longinus. Hugh devient le nouveau bassiste. En 1999 suit l'EP Nada Brahma avec le label allemand Burznazg Productions, un proche de Hendrik Möbus. Burznazg Productions a été fermé par les autorités allemandes dans le cadre de la nouvelle procédure pénale contre Möbus fin 1999, les 500 exemplaires restants de l'album ont alors été confisqués. Le groupe a l'interdiction de se produire en Australie et en Europe (chose qui s'est pourtant produit en 2017 en Italie, lors du festival néo-nazi Hot Shower, un album live en est d'ailleurs sorti en 2020.)
En 2001, l'EP Nada Brahma ressort chez Death to Mankind Records (actuellement Die Todesrune Records), avec la démo du groupe en bonus.
En 2002 sort l'album studio The Yoga of National Socialism chez Vinland Winds, label du chanteur de Grand Belial's Key Richard Mills. Après cette sortie, le chanteur BJ rejoint le groupe. L'album de 2007 .......and the Swastikalotus, contient quant à lui des éléments inédits des enregistrements de l'album de 2002.
En 2008 sort enfin l'EP Rune / Goetia, nom inspiré de l'aryanisme de Guido von List pour les titres de l'EP.

## Nom du groupe
Le nom du groupe est emprunté à l'évangile apocryphe de Nicodème. Selon cet évangile, Longinus aurait poignardé Jésus avec une lance dans la côte, après sa mort. Cette lance fait partie de nombreuses théories du complot et fait également partie du mysticisme nazi, la lance portant prétendument l'insigne du Troisième Reich, elle aurait fait partie du Trésor de Vienne. Le groupe fait aussi référence aux livres de l'écrivain Trevor Ravenscroft, qui dépeint Adolf Hitler comme le dernier propriétaire de la lance dans son livre The Spear of Fate. La lance lui aurait permis, avec son pouvoir, de « contrôler la moitié de l'Europe », elle est assimilée par le groupe à la lance d'Odin Gungnir et au Saint Graal.
Pour le groupe, il symbolise autant le bien que le mal.

## Idéologie
Le groupe a été fondé durant la deuxième vague de black metal en Norvège. Camazotz décrit le groupe, dans In Your Face Magazine, comme une bande de satanistes traditionnels dont le but est avant tout la rébellion et la victoire sur le christianisme. Griffiths nomme Adolf Hitler et Genghis Khan comme sources d'inspiration principales, et exprime son admiration pour David Eden Lane. Camazotz décrit Hitler comme un avatar incompris de l'Histoire, il se décrit comme un « nationaliste antichrétien ».
Le groupe adapte ouvertement le symbolisme et l'idéologie du national-socialisme. Par exemple, des photos du château de Wewelsburg sont utilisés dans les livrets. Spear of Longinus se dit appartenir à la droite ésotérique, il voit le « Juif » comme un ennemi traditionnel de l'« Aryen », étendant le sens du mot « Juifs » à tous ceux qui « portent l'esprit juif en eux. Que ce soit les aryens à qui on a lavé le cerveau que les négroïde ou les Kazhar, bref, tous ceux qui entraveraient sciemment ou non la race aryenne ». Le résultat de la libération de l'Aryen traditionnel est la création d'un « homme solaire », censé représenter le surhomme. Comme le dit Camazotz dans une interview : « On souffre de l'ego, qui trouble et contrôle l'être véritable ; dans le national-socialisme ésotérique, ces forces sont qualifiées de juives. La solution est l'anéantissement de l'ego, c'est donc une transformation interne; c'est ce qu'on appelle la « solution finale » (voir aussi la solution finale à la question juive). Ce processus comprend la réflexion / auto-observation, la méditation, les expériences de sortie du corps et la génération d'énergie. Mais pour pouvoir travailler ainsi, il faut avoir un minimum de pureté de sang et « d'esprit juif ».
En plus d'un rapprochement avec la théorie de la race aryenne, les membres du groupe traitent des enseignements religieux indiens tels que le Kali-Yuga et le Yoga, en reliant ces éléments et ces doctrines de salut aux motifs nationaux-socialistes.

## Réception
Le groupe est relativement inconnu sur la scène internationale, mais jouit d'une certaine popularité, en particulier au sein de la scène metal australienne. Les musiciens de Deströyer 666, entre autres, se sont décrits comme des fans du groupe. Une interview du magazine britannique Terrorizer a ainsi suscité de nombreuses critiques de la part des lecteurs. Le magazine a réagi avec incompréhension et a souligné qu'il jugerait les groupes en fonction de leur musicalité mais pas de leur « valeur politique » et qu'ils auraient interviewé le groupe parce qu'ils « avaient apporté une contribution utile dans le domaine de la musique extrême » ; la décision d'ignorer un groupe en raison de leurs opinions appartient selon eux aux lecteurs.
En 1997, Rough Trade Distribution a refusé de vendre le premier album de Grand Belial's Key, Mocking the Philanthropist, car l'un des membres du groupe portait un t-shirt Spear of Longinus dans le livret du CD, et un autre portait un t-shirt du groupe néo-nazi Bound for Glory.

## Discographie

### Démos
- Nazi Occult Metal (1995, mise à l'index le 22 janvier 2014)

### Albums
- Domni Satnasi (1997, Burznazg Productions)
- The Yoga of National Socialism (2002, Vinland Winds Records)
- Black Sun Society (2004, Vinland Winds Records)
- Nothing Is Forever, et Forever Is Nothing (2006, Blazing Productions)
- …… .et le Swastikalotus (2007, Forgotten Wisdom Productions)

### EPs
- Nada Brahma (1999, Burznazg Productions)
- Rune / Goetia (2008, Forgotten Wisdom Productions)